# Stan Maas
Stan Maas (Liempde, 14 februari 2001) is een Nederlands voetballer die als verdediger voor FC Den Bosch speelt.

## Carrière
Stan Maas speelde in de jeugd van FC Den Bosch. Sinds 2020 speelde hij voor FC Den Bosch o21. Hij debuteerde in het eerste elftal van FC Den Bosch in de Eerste divisie op 15 november 2020, in de met 3-0 verloren uitwedstrijd tegen Go Ahead Eagles. De verdediger kwam na de rust in het veld voor Declan Lambert. De volgende speelronde, in de met 2-2 gelijkgespeelde thuiswedstrijd tegen Jong Ajax, maakte hij zijn basisdebuut.
Op 18 oktober 2022 maakte Maas zijn eerste doelpunt in het betaald voetbal. In het KNVB Beker duel uit bij GVVV maakte hij in de zevenenzeventigste minuut de 1-3. Bijna een jaar later, op 13 oktober 2023 verlengde Maas zijn contract bij FC Den Bosch tot de zomer van 2026. Op 1 november 2024 maakte FC Den Bosch bekend dat het contract van Maas is opgebroken en verlengd tot de zomer van 2027. Tijdens datzelfde seizoen kwam de linkspoot dertien keer als basisspeler binnen de lijnen, waarvan echter maar één keer aan de linker kant van de verdediging.

### Statistieken
| Seizoen                   | Club           | Land           | Competitie     | Competitie | Competitie | Beker | Beker | Totaal | Totaal |
| Seizoen                   | Club           | Land           | Competitie     | Wed.       | Dlp.       | Wed.  | Dlp.  | Wed.   | Dlp.   |
| ------------------------- | -------------- | -------------- | -------------- | ---------- | ---------- | ----- | ----- | ------ | ------ |
| 2020/21                   | FC Den Bosch   | Nederland      | Eerste divisie | 5          | 0          | 0     | 0     | 5      | 0      |
| 2021/22                   | FC Den Bosch   | Nederland      | Eerste divisie | 13         | 0          | 0     | 0     | 13     | 0      |
| 2022/23                   | FC Den Bosch   | Nederland      | Eerste divisie | 24         | 0          | 2     | 1     | 26     | 1      |
| 2023/24                   | FC Den Bosch   | Nederland      | Eerste divisie | 27         | 1          | 1     | 0     | 28     | 1      |
| 2024/25                   | FC Den Bosch   | Nederland      | Eerste divisie | 19         | 0          | 0     | 0     | 19     | 0      |
| Carrièretotaal            | Carrièretotaal | Carrièretotaal | Carrièretotaal | 88         | 1          | 3     | 1     | 91     | 2      |
| Bijgewerkt op 10 mei 2025 |                |                |                |            |            |       |       |        |        |